# Krzysztof Spór

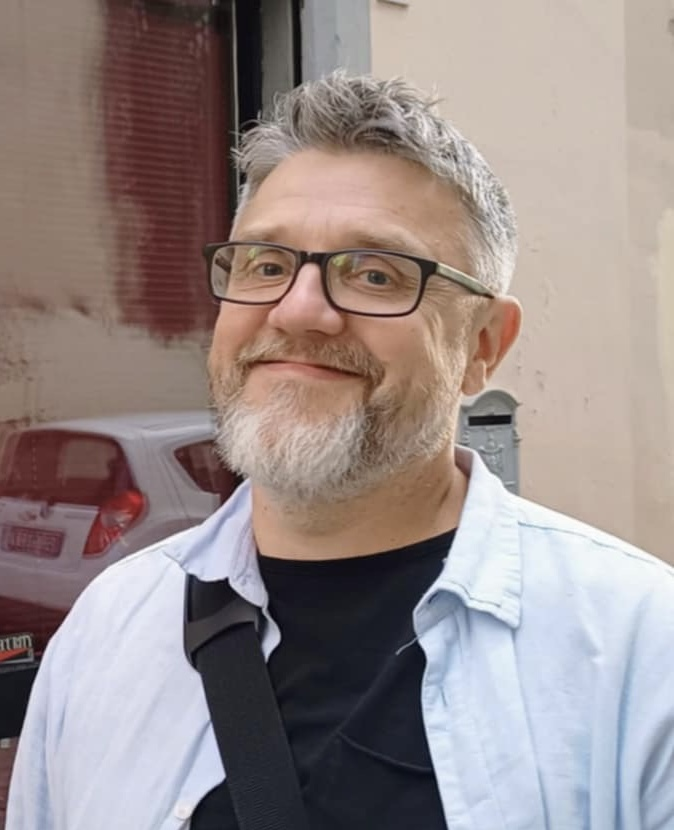
Krzysztof Spór

Krzysztof Spór (ur. 1972 w Goleniowie) – polski dziennikarz filmowy, publicysta i bloger, działający w obszarze popularyzacji kultury filmowej w Polsce.
Wychowywał się w Nowogardzie. W latach 1993–2013 redaktor prowadzący i redaktor naczelny pierwszego polskiego portalu internetowego „Stopklatka.pl", twórca audycji radiowych o tematyce filmowej i autor bloga „Spór w Kinie”. Od wielu lat współpracuje z miesięcznikiem "Kino" oraz „Magazynem Filmowym SFP”. Od 1 października 2024 r. dyrektor artystyczny Kina Pionier 1907 w Szczecinie. Krzysztof Spór jest laureatem Nagrody im. Jana Machulskiego za całokształt działań na rzecz polskiego kina niezależnego oraz Nagrody Polskiego Instytutu Sztuki Filmowej w kategorii Publicystyka Filmowa w Internecie.

## Stopklatka.pl
W grudniu 1993 r. Krzysztof Spór dołączył do twórców audycji „Stopklatka" przeniesionej z Akademickiego Radia Pomorze na antenę Radia ABC w Szczecinie. W sierpniu 1996 r. stworzona została komplementarna do programu strona internetowa o nazwie „Stopklatka.pl". W ten sposób powstał pierwszy i zarazem najstarszy w Polsce portal o tematyce filmowej. Krzysztof Spór objął rolę redaktora prowadzącego, odpowiedzialnego za stronę merytoryczną portalu, a kilka lat później funkcję redaktora naczelnego. Działalność serwisu „Stopklatka.pl" została doceniona w 2010 r. przez Polski Instytut Sztuki Filmowej i uhonorowana nagrodą dla najlepszego portalu internetowego o tematyce filmowej. Krzysztof Spór pełnił swoją funkcję w redakcji aż do roku 2013.

## Spór w kinie – blog oraz audycja
W 2013 r., po zakończeniu pracy w redakcji portalu „Stopklatka.pl" stworzył autorski blog „Spór w Kinie", na którym opisuje i komentuje wydarzenia związane z filmem i kulturą audiowizualną. W 2017 r., za pracę przy tworzeniu portalu, został laureatem Nagrody Polskiego Instytutu Sztuki Filmowej w kategorii Publicystyka Filmowa w Internecie. „Spór w kinie" to również nazwa audycji radiowej przygotowywanej i prowadzonej przez Krzysztofa Spóra. W latach 2017–2023 program można było usłyszeć na antenie Radia Szczecin. Od września 2023 roku audycja prezentowana jest w Radiu Super FM w Szczecinie i jest emitowana od poniedziałku do piątku po godzinie 11.00 oraz w sobotę po godzinie 14.00.

## Festiwale filmowe
Jako promotor sztuki filmowej jest zaangażowany we współtworzenie wielu festiwali filmowych. W 2013 r. objął funkcję dyrektora artystycznego Festiwalu Filmu Muzyki i Malarstwa Lato z Muzami w Nowogardzie. W latach 2016–2019 był dyrektorem programowym Forum Kina Europejskiego "Cinergia" w Łodzi, współtworząc go wraz z dyrektorką artystyczną tego wydarzenia, dziennikarką Anną Serdiukow. Krzysztof Spór wielokrotnie zasiadał w jury konkursów organizowanych w ramach festiwali filmowych, takich jak: ŻUBROFFKA (2023), Szczecin Film Festival (2023; 2016), Młodzi i Film(2023), Międzynarodowe Forum Krótkometrażowych Filmów Fabularnych CINEMAFORUM (2018), Krakowski Festiwal Filmowy (2017), Krakowski Festiwal Górski (2016), Tofifest(2007) czy Festiwal Niezależnych Filmów Fantastycznych i Horrorów w Bielawie. Krzysztof Spór utrzymuje również wieloletnią współpracę z innymi festiwalami filmowymi, w szczególności Ińskim Latem Filmowym oraz Dąbskimi Wieczorami Filmowymi, w które regularnie się angażuje, prowadząc rozmowy z twórcami.

## Węże
Spór wraz z Kamilem Śmiałkowskim i Konradem Wągrowskim są pomysłodawcami przyznawanej od 2012 r. antynagrody Węże, wyróżniającej najsłabsze polskie produkcje filmowe danego roku. Nazwa antynagrody została zaczerpnięta z tytułu filmu „Klątwa Doliny Węży".

## Działalność kulturowa
Spór współpracuje z wieloma ośrodkami kultury, angażując się w promowanie i organizowanie wydarzeń kulturalnych, szczególnie w województwie zachodniopomorskim. Jego działalność obejmuje m.in. współpracę z Klubem Delta w Szczecinie-Dąbiu, organizację wydarzeń w Domu Kultury „Krzemień" w szczecińskich Podjuchach czy prelekcje w Nowogardzkim Domu Kultury i spotkania w Stargardzkim Centrum Kultury. Krzysztof Spór pełni również ważną rolę w działalności Kina Zamek w Szczecinie, gdzie odpowiada za kształt programu. Swoją wiedzą, wspiera on także Zachodniopomorski Fundusz Filmowy Pomerania Film. Od 1 października 2024 pełni funkcję dyrektora artystycznego w Kinie Pionier 1907 w Szczecinie, jednym z najstarszych działających kin na świecie.

## Nagrody
- 2010 – Nagroda Polskiego Instytutu Sztuki Filmowej dla najlepszego portalu internetowego o tematyce filmowej (dla portalu           „Stopklatka.pl", którego redaktorem naczelnym był Krzysztof Spór)[38]
- 2011 – Nagroda im. Jana Machulskiego za całokształt działań na rzecz polskiego kina niezależnego[39]
- 2017 – Nagroda Polskiego Instytutu Sztuki Filmowej w kategorii Publicystyka Filmowa w Internecie[40]